# Александровка (Кузовский сельсовет)
Александровка — деревня Грязинского района Липецкой области России. Входит в состав Кузовского сельсовета.

## История
Деревня основана предположительно в конце XIX века.
В 1911 году деревня Грязинской волости Липецкого уезда Тамбовской губернии относилась к приходу села Синявка, в ней было 32 двора великороссов-земледельцев, проживало 206 человек (107 мужчин и 99 женщин).
По переписи 1926 года в ней было 53 двора русских и 299 жителей (142 мужчины, 157 женщин).
До войны деревня, скорее всего, была частью соседней деревни Красиловка (нынешняя Красногорка), которая входила в состав Грязинского района Воронежской области, затем — вновь самостоятельная деревня.

## Население
| 2010 | 2013 |
| ---- | ---- |
| 23   | ↘21  |

В 2002 году население деревни составляло 17 жителей, 100 % — русские.
В 2010 году — 23 жителя (13 мужчин, 10 женщин).

## Инфраструктура и улицы
В деревне одна улица — Речная.